# Парахін Олександр Костянтинович
Пара́хін Олекса́ндр Костянти́нович (нар. 2 вересня 1923 р., УРСР, помер 1999 р. Маріуполь, Україна) — український футболіст, який займав посаду нападника, але спочатку був захисником, футбольний тренер.

## Футбольна кар'єра

### Клубна кар'єра
Випускник клубу КІМ Маріуполь, в кольорах якого він розпочав футбольну кар'єру. Після закінчення Великої Вітчизняної війни він став футболістом маріупольського клубу «Азовець», який потім змінив ім'я на Сталь. Влітку 1947 р. Він перейшов до клубу «Дзержинець Маріуполь», але в 1949 р. Повернувся до «Металурга» Жданов. У 1950 році його запросили в донецький «Шахтар», але в першому сезоні він зіграв лише 3 матчі, а в другому грав лише у складі дубля, тому перейшов до «Будівельника Жданов». У 1952 році він знову повернувся до Металурга Жданов. У 1953 році він захищав кольори Торпедо Казань. У 1954 році він знову став футболістом Металурга Жданов, у якому він закінчив футбольну кар'єру в 1956 році.

## Тренерська кар'єра
Після закінчення футбольної кар'єри він почав працювати тренером. Спочатку з 1957 р. він тренував Металург Жданов. У 1960 році після злиття з клубом «Авангард» був створений клуб «Азовсталь Жданов», у якому він допомагав тренувати першу команду, а з липня до кінця 1964 року керував командою. На початку 1966 року він знову очолив клуб у Маріуполі, який вже називався Азовець Жданов. Тоді Анатолій Стрепетов доповів владі правлячої Комуністичної партії, що тренер Парахін дозволив футболістам пити алкоголь, і в серпні 1966 року Парахіна звільнили з посади, а Стрепетов посів його місце. У 1970—1971 роках працював технічним директором рідного клубу. Потім до виходу на пенсію працював на виробничому заводі.